# 補助便座

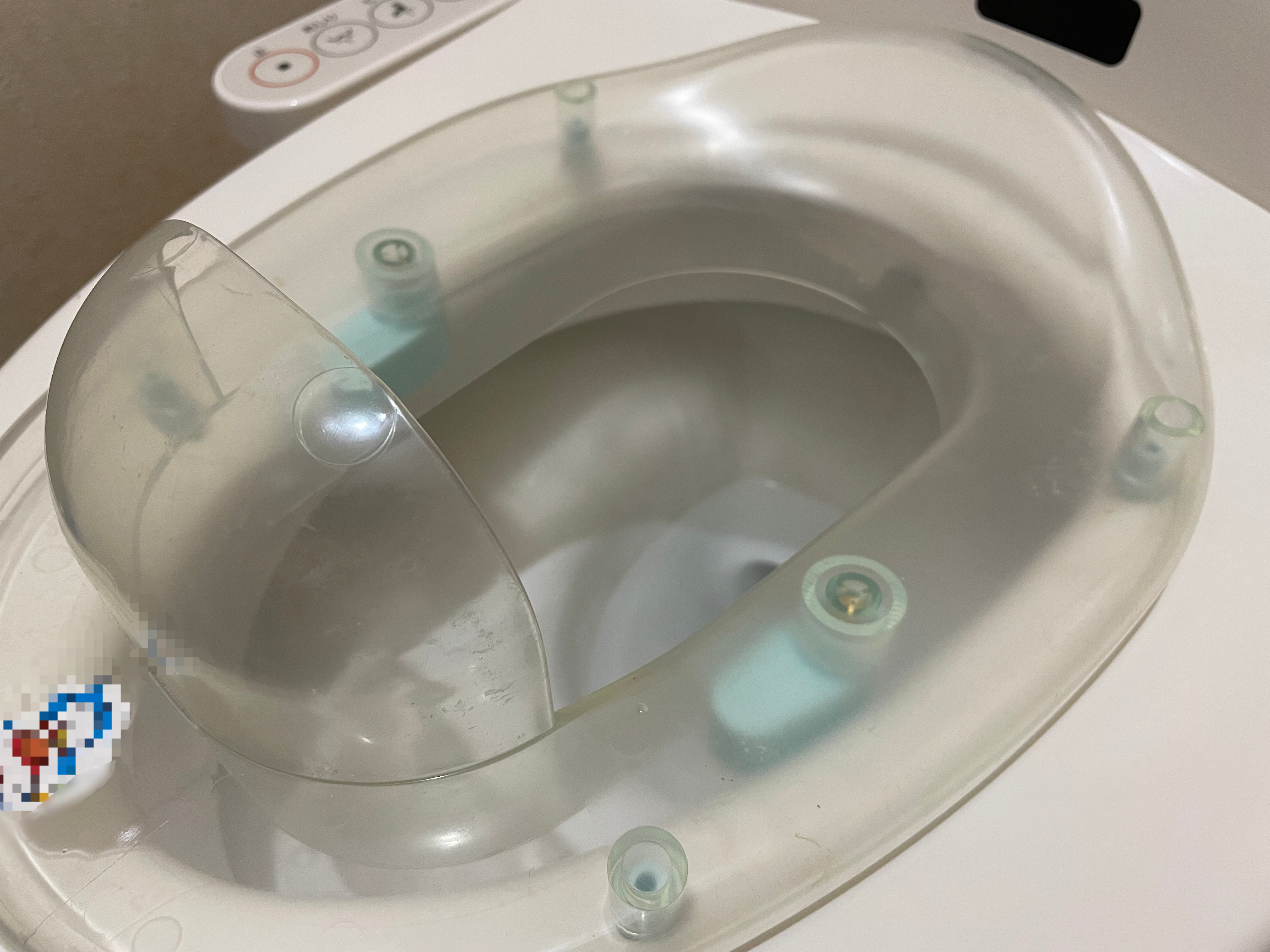
透明タイプの補助便座

補助便座（ほじょべんざ）とは、幼児がトイレットトレーニングにおいて用いる排泄補助具。商品名としては幼児用便座、幼児用補助便座などと称されている。商品は育児メーカー中心に発売されているがトイレメーカーから発売されているのはTOTO（幼児用便座・幼児用補助便座）とLIXIL（親子便座）のみである。また日本で幼児用便器を製造しているのもこの2社と業界として初めて幼児用簡易水洗トイレを開発したダイワ化成と幼児用大便器初のサイフォン式やサイホンボルテックス式搭載便器，暖房便座を開発した幼児用器具などを製造するジャクエツのみである（TOTOとLIXILも後に幼児用大便器用の暖房便座を発売している）。
一般の洋式トイレでは便座の口が大きく、幼児が座ると落ちてしまうため、それを防ぐためにこの補助便座を洋式トイレにセットして、便座の口を小さくする。
おまるのようにまたがり、取っ手が付いているので、これを握りながら用を足す。男女兼用型ではあるが、デザインのバリエーションとして男の子向け、女の子向け、男女兼用型が存在する。便座の前方には「小水受け」を設けて尿の飛散を防ぐようにしているものもある。
またおまるの中にはバラして補助便座として使用できるものもあるほか、洋式便器の便ふたの代わりに幼児用便座を付けた「親子便座」もある（TOTO、LIXIL（INAX）の普通便座のみ。前者は単品として発売。後者は「親子便座」の商品名として普通便座とセット販売）。
最近の公共施設や店舗などのトイレは温水洗浄便座の設置が一般的になりつつ、幼児用便座が付いているところは少ない(代わりにベビーチェア・ベビーシートが設置されるケースが多い)。一方で多目的トイレでは幼児用(補助)便座が設置、または幼児用便器が置かれるケースもある。
洋式便器用のほか和式便器に設置するものも存在する。これには足載せを設けて幅を狭くしてしゃがみやすくするタイプとおまるのように跨って座るタイプがある。